# 炬燵

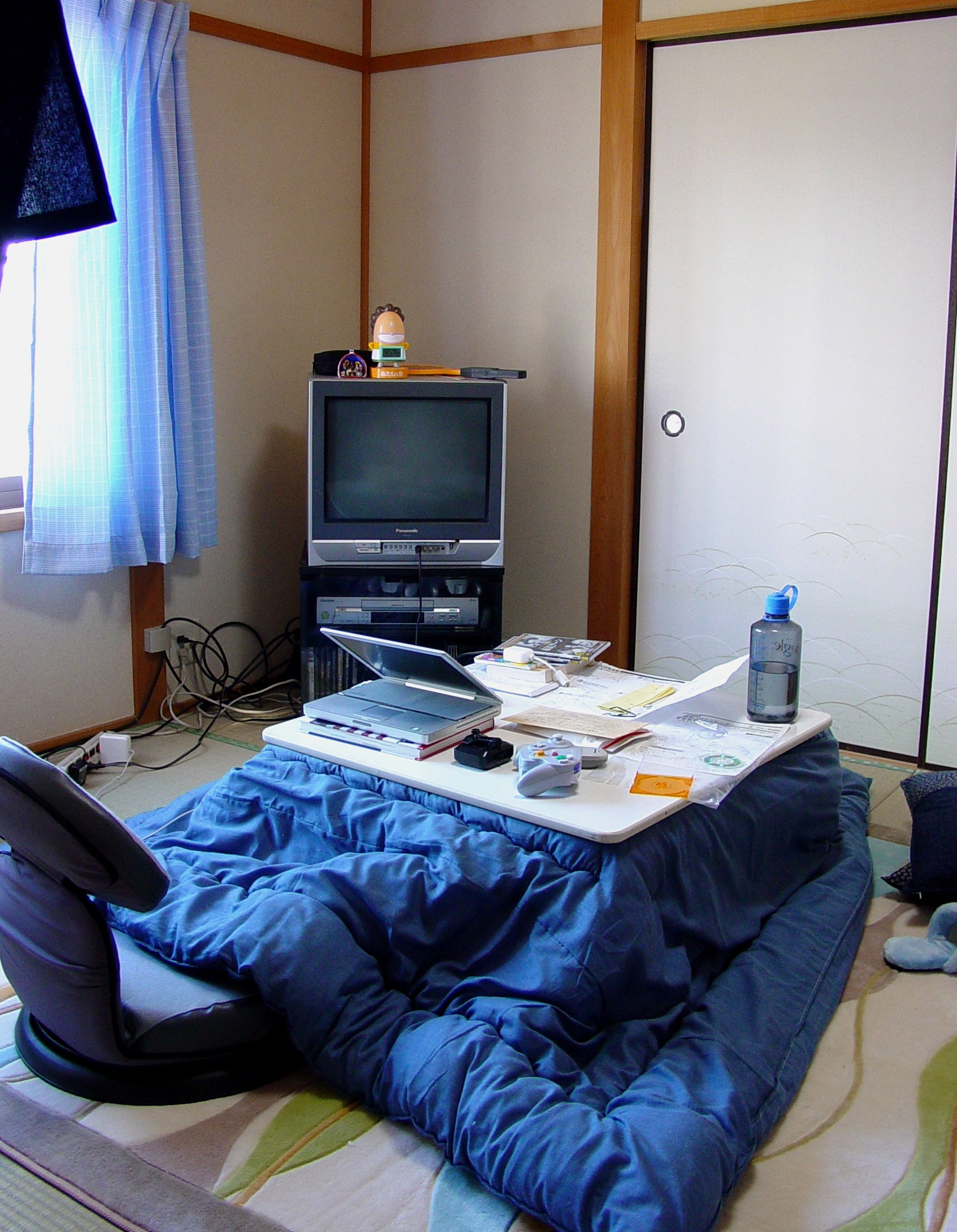
炬燵

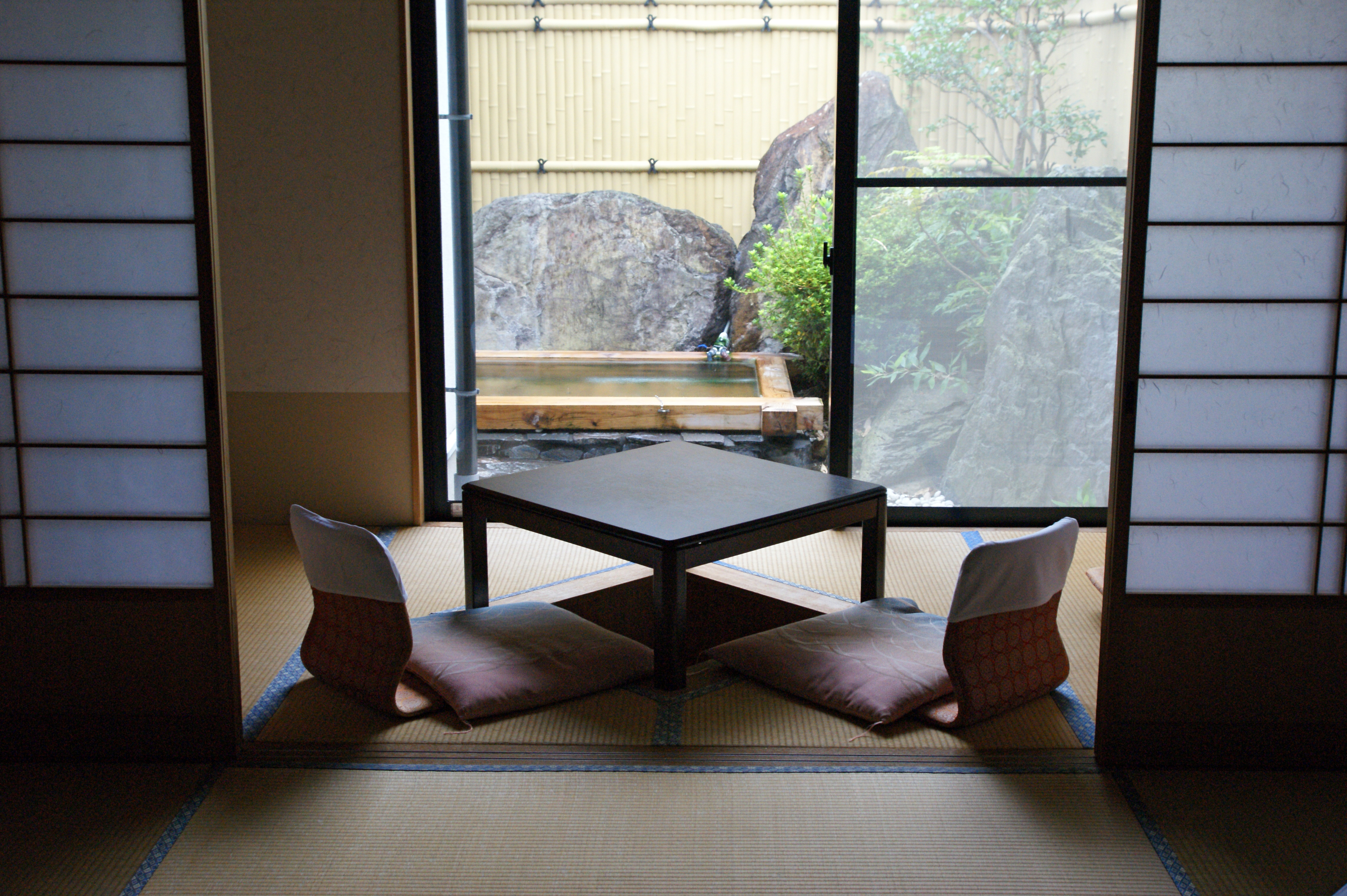
掘り炬燵

炬燵（こたつ、火燵）は、日本の暖房器具。床や畳床等に置いた枠組み（炬燵櫓、炬燵机）の中に熱源を入れ、外側を布団等で覆って局所的空間を暖かくする形式である。熱源は枠組みと一体になっているものと、そうでないものがあり、古くは点火した木炭や豆炭、練炭を容器に入れて用いていた。現在は電気装置（電気こたつ）が多い。
脚を曲げて腰を掛けることができるよう床を切り下げている掘り炬燵（切り炬燵ともいう）と、床が周囲と同じ高さの平面の置き炬燵とに分けられる（ただし、台を設ける床置きの掘り炬燵もある）。暖気が逃げないようこたつ布団を広げてかぶせ、炬燵櫓の上には、こたつ板（天板）を置いて、机やちゃぶ台のように使うことが多い。
なお、地方や世代によっては、あんかのことを炬燵と呼ぶこともある。

## 呼称

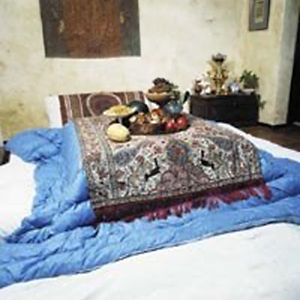
イランの暖房器具「コルシ」

現在の「こたつ」の漢字表記は「炬燵」が主流であるが、室町時代には「火闥」「火踏」「火燵」、江戸時代には「火燵」「巨燵」などと表記された。なお、燵は国字である。語源としては「火榻」に由来するという説がある。また略称として「こた」があるがあまり用いられない。しかし、丁寧語の「お」をつけた「おこた」という言い方は多く女性に用いられている。
イランやアゼルバイジャンには同様な暖房器具があり、「コルシ」（Korsi）と呼ばれ、同様の物をアフガニスタンやタジキスタンではサンダリと呼んでいる。また、スペインのアンダルシア地方にはブラセロ（Brasero）というオリーブの実の絞りかすなどを燃料とするあんかを使った、椅子に座って使うこたつ（Mesa camilla）が存在する。オランダから北ドイツにかけても類似の家具があり、木製の小箱に炭火を入れて足首を温めるもので、オランダではフェーテンストーフ（voetenstoof）、北ドイツではキーケ（Kieke）と呼ばれる。一方、隣国の韓国にはこたつを使う文化はない。

## 歴史

### 近代以前

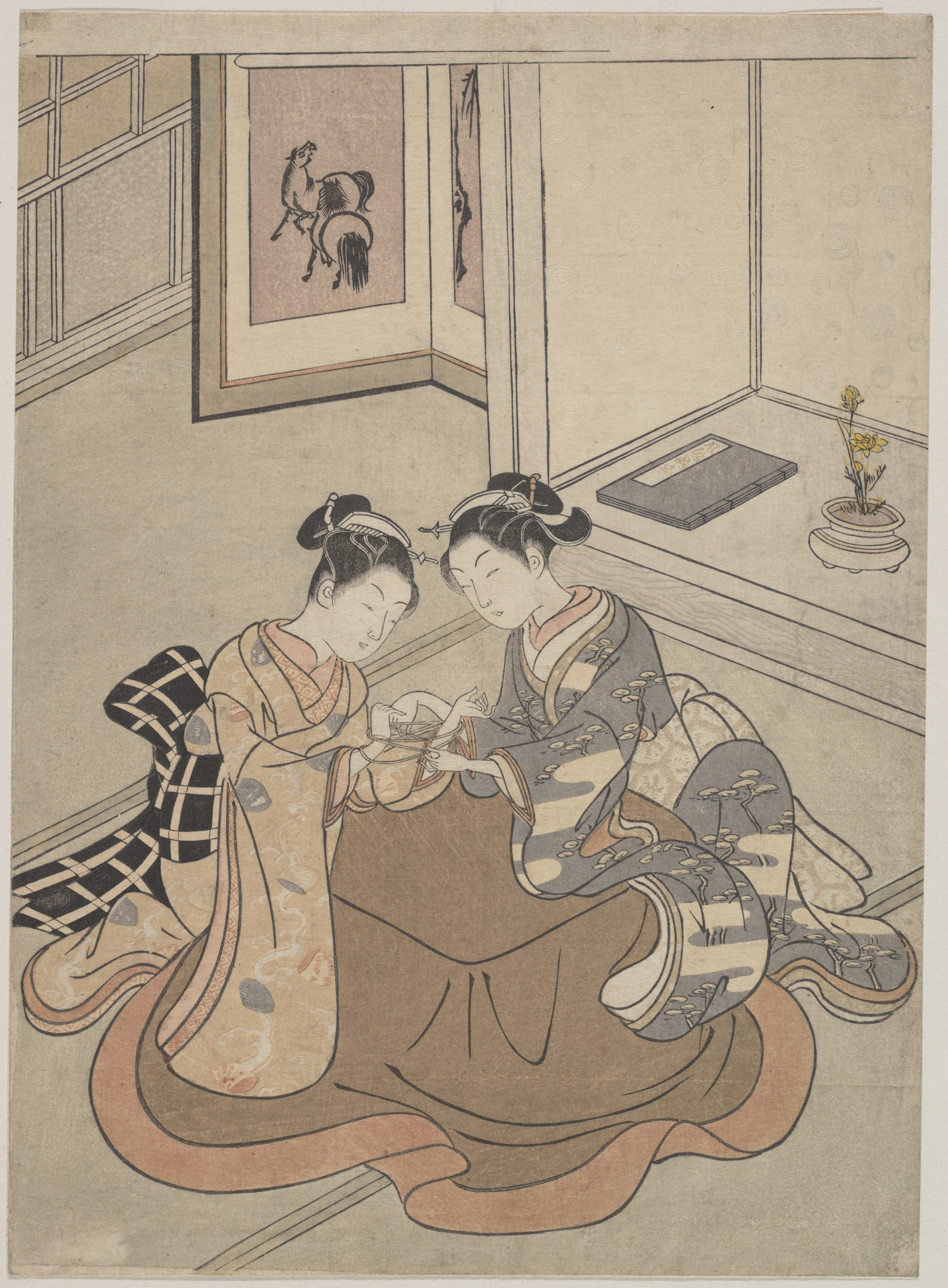
江戸中期、炬燵であやとりをする少女と女性（鈴木春信画、1765年頃）

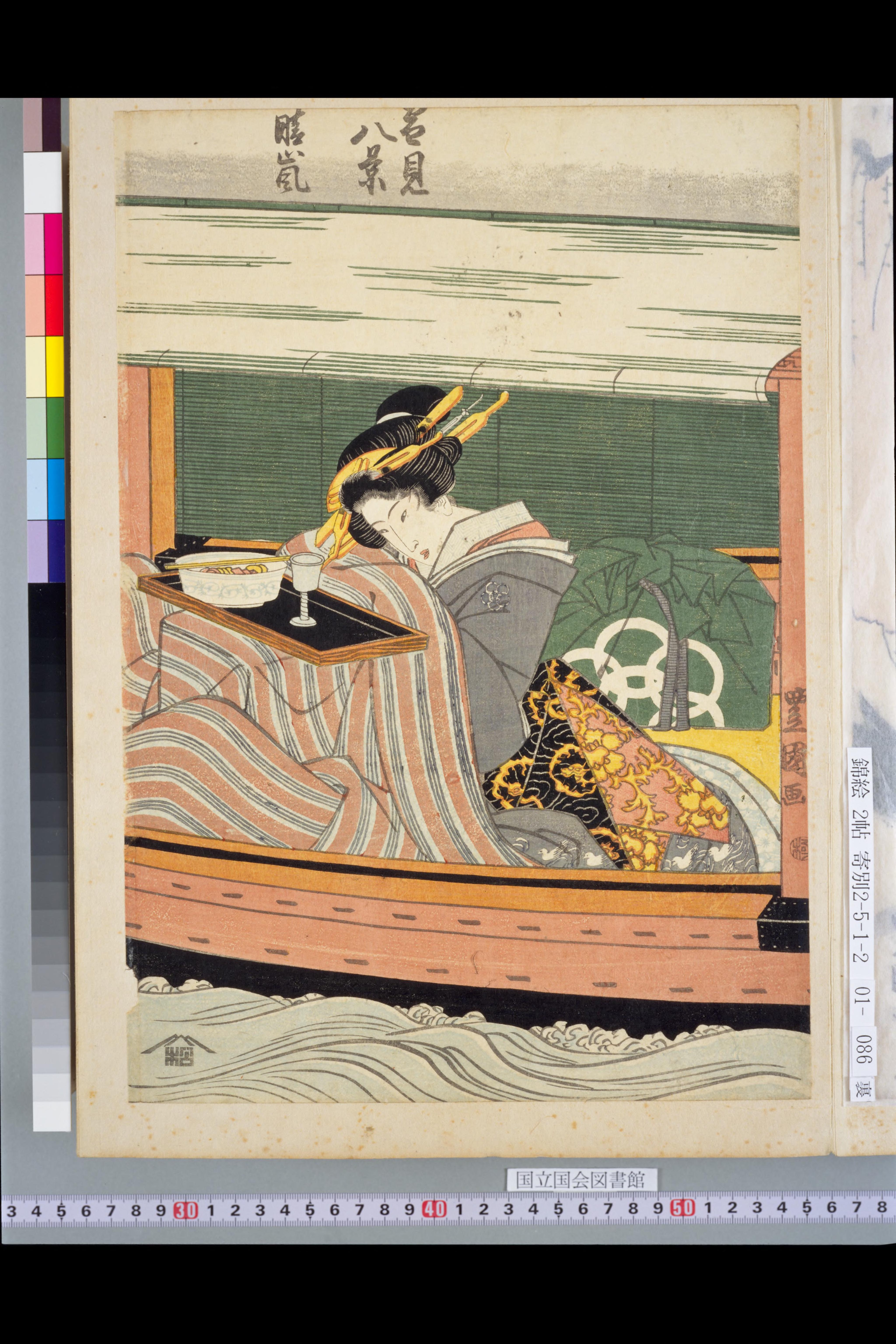
雪見八景 晴嵐(歌川豊国)

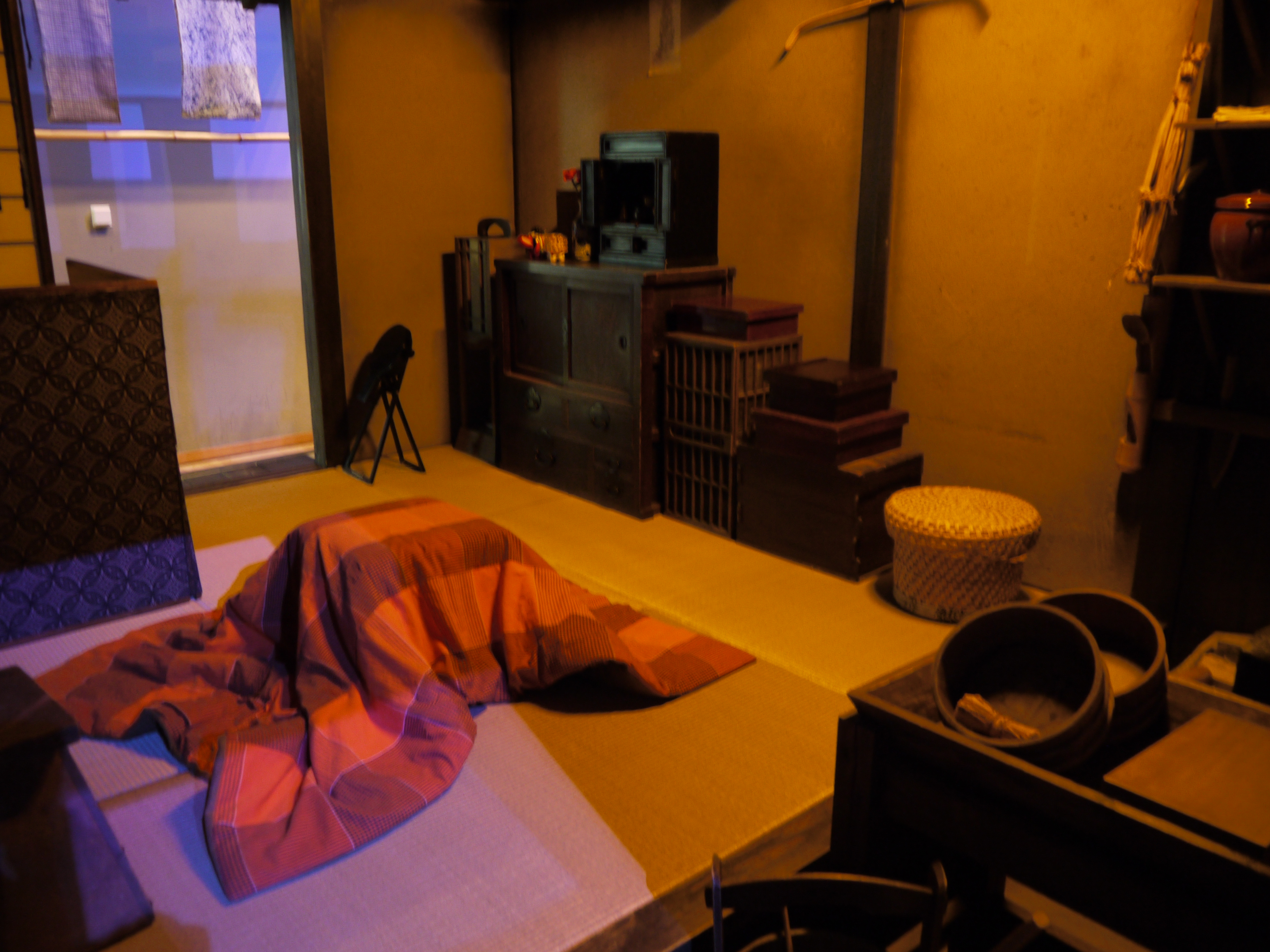
江戸後期の炬燵（深川江戸資料館展示）

炬燵は1490年（延徳2年）10月の『蔭凉軒日録』の記述を嚆矢として、15世紀末以降の京都での使用例が史料により確認できる。囲炉裏の上に櫓を組み、蒲団をかけた物が原初的な形態で、新穂栄蔵によれば室町時代に椅子用の炬燵として低い櫓で囲った足炙りが中国から輸入された。現在の日本に伝わる炬燵は、低い櫓に蒲団をかけ、足先だけを入れるのではなく、四方から膝まで、時には腰まで入れるもので、日本の畳の上の生活向きに改良されたものである。新穂栄蔵は、蒲団のための綿布や綿が輸入されたのは16世紀なので、現在の日本に伝わる炬燵の普及は、17世紀の江戸時代以降とする。
囲炉裏を床より下げ、床と同じ高さと蒲団を置く上段との二段の櫓を組んだ足を入れられる掘り炬燵が派生した。更に囲炉裏の周囲まで床より下げ、現在の掘り炬燵の座れる構造の腰掛け炬燵ができた。大炬燵と呼ばれる、近世江戸時代に大勢が入る炬燵に使われた。
炬燵は日本では火鉢とともに冬には欠かせない暖房器具として発達した。電気炬燵が普及するまでは、熱源として木炭や炭団（たどん、後に練炭、豆炭）などを用いた。熾きた炭として紙や灰で酸素供給を減らし、補充間隔を延ばして使っていた。
江戸時代中期には置き炬燵が広まった。熱源部分に囲炉裏の代わりに火鉢を用いたものである。置き炬燵は掘り炬燵とは異なり、移動可能であることを特徴とする。江戸時代の炬燵の様子を描いた絵日記としては、石城日記が挙げられる。
寺院や武家では火鉢が客向けの暖房器具で、炬燵は家庭用であった。そのため「内弁慶」という言葉と同様に、外では意気地がないが家庭中では威張り散らす人を「炬燵弁慶」と言う。越谷吾山の『物類称呼』には、 冬に老人がこたつから離れられないことを「炬燵弁慶」と言うとある。

### 近代以後

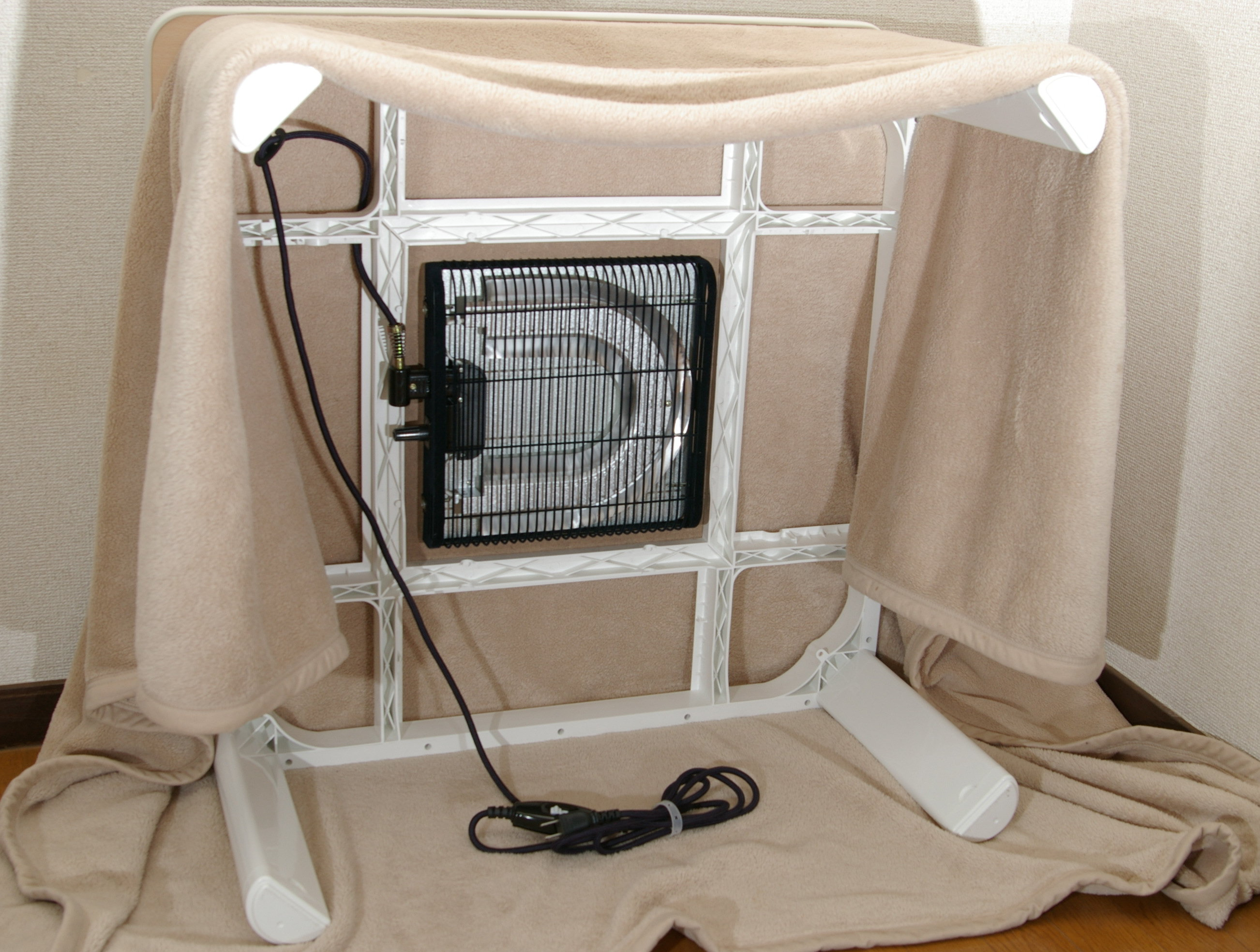
炬燵の裏側

1909年（明治42年）、イギリス人陶芸家バーナード・リーチが、正座が苦手であることから東京・上野の自宅に作った掘り炬燵が、住宅向け腰掛け炬燵の最初である。小さな掘り炬燵でも腰掛け炬燵として使えるように、足を下ろす穴よりも囲炉裏になる穴が深く掘られ、耐火性能を確保している。炭を床面よりもかなり深くに置く事になり、補充・灰掃除が大変なことと、一酸化炭素中毒を起こしやすいことが欠点であった。志賀直哉、里見弴が随筆で誉めた事が宣伝となり、昭和初期に日本全国へと普及した。それにより、熱源部分の分類であった掘り炬燵と言う名称が、腰掛け炬燵の意味となった。
この深い囲炉裏での炭の使用の不便を避け、練炭コンロを入れて使う練炭炬燵も普及する事となる。触媒を上に乗せ一酸化炭素や臭いを削減した掘り炬燵専用練炭コンロもある。また、燃料に豆炭を使う豆炭炬燵も1960年代からある。熱源部分に豆炭を入れ、囲炉裏や火鉢の熾きた炭の灰の厚さによる温度調整に替わり、ダンパーで通気量調整ができる（近代は住居の気密性の高さに対応するため一酸化炭素を減らす触媒を付けている場合もある）。触媒部分は消耗品で、中毒死や火災を避けるため毎年の交換が必要である。電気炬燵は大正後期に発売されたが、家庭にはなかなか普及しなかった。
一方大正時代には固定式の掘り炬燵に変わって移動可能な炬燵が出始めた。これは木製の囲いの中に火鉢状の熱源を入れるものであり、相当に普及した。しかし囲いがあるために脚が伸ばせないという欠点があった。そのため座卓状のものに脚を伸ばせるよう熱源を上部に装備する炬燵の模索も始まった。
大正後期には移動可能でかつ脚を伸ばせる“上部加熱式やぐらこたつ”というべき炬燵の実用新案が2件登録されている。1922年（大正11年）に東京市の平田東一が登録したものは、テーブルの天板下面に多数の電球を取り付けたものである。1924年（大正13年）には東京市の帝國電気株式会社が、座卓の天板下部に反射板付き電熱器を下向きに付けたものを登録している。この2件のアイデアが製品として商品化されたかは明らかでない。
その後1932年（昭和7年）に富山県の井田源蔵が申請し1935年（昭和10年）に登録された実用新案がある。これはこたつ内で脚を伸ばせるように、やぐらの天板下面に断熱材と反射板を取り付けた上でその下に熱源を置き、更に伸ばした脚が直接触れないように熱源の下に金網を設置するというアイデアである。この実用新案を基に1935年に“安全反射コタツ”の名称で商品販売が開始された。熱源は最終的には電熱式になったが、当初はブリキ製の引出しに灰を置きそこに炭を入れるものであった。販売力の問題から販路はほぼ北陸に限られていたようである。
実用新案の期限が切れた昭和30年頃になると“上部加熱式やぐらこたつ”への参入が活発になる。
1957年（昭和32年）11月には東芝がニクロム線熱源の「電気やぐらこたつ」を発売。こたつ本来の機能に加え一年を通じて食卓、座卓、勉強机から雀卓にも使える手軽さ、性能・価格・販売力から全国的なヒットとなった。以後熱源は赤外線などに変わるものの、長期に亘ってこの形式の炬燵が主流になった。
過去に販売されていたレモン球式は電熱線自体から可視光線とともに近・遠赤外線を出していた。また、最近の製品でも石英管ヒーターを搭載した安価なモデルは赤い光を出す。これは構造的に、裸電球に手をかざすと暖かいのと原理的に似ているが、発熱体のニクロム線が太く赤外線放射に特化しているため電球ほど明るくはない。ヒーター管の形式によっては可視光線を出さないものがある（一部のシーズヒーター管など）。最近の製品は電源を入れても暗いままか、それほど明るくない。
当初発売されていた電気炬燵は熱源部分が白かった。しかし、当時多くの人が「これで本当に温まるのか?」と疑問視してなかなか購入しようとはせず、売り上げが伸びなかった。そこで企業は熱源部分を赤くして温かさがきちんと伝わる様に見せたものを1960年頃に発売したところ売り上げが伸びた。
現在は冬場の暖房器具としてだけではなく、夏期にはこたつ布団を外し、ちゃぶ台ないしは座卓代わりとして通年利用されることが多い。そのため暖房器具ではあるが、通年商品となっている。このように炬燵布団を外した場合に座卓に見える炬燵を電化製品業界では家具調炬燵といい、家具業界では暖卓と呼んでいる。家具調炬燵（暖卓）の普及により、形状の主流は正方形から長方形になりつつある。ごく最近に人気の出てきた一人用のミニコタツなどは正方形である。
現在は大手メーカーは電気炬燵を生産しておらず、中小のメーカーが数多く参入している。
47都道府県のうち、山梨県が最も炬燵の所有率が高い。一方では北海道が最も炬燵の所有率が低い。北海道や東北北部の住宅は断熱を重視して気密性が高く、古くはペチカ、近年はFF式ストーブやセントラルヒーティング、床暖房などで屋内全体を温めるのが一般的であり、人体の一部のみを温める炬燵は暖房器具として用をなさないためである。

#### こたつ板
こたつ布団の上に、四角い天板（こたつ板）を置くことが多い。この板は食卓代わりに宿屋等で使われ始め、家庭に広まったとみられる。1959年頃から家庭でも一般化したのではないかとみられる。当時、こたつ本体とこたつ板とは別売りであった。
かつては天板の裏面が緑色のラシャ貼りになっており、麻雀卓やゲームに利用された。東芝では1961年頃から裏面ラシャ貼りのこたつ板を発売していたという。しかし、1980年代になると裏面にはコルク材等が用いられるようになり、ラシャ貼りの天板は稀になった。

#### こたつホース
日本の寒冷地域ではこたつを使用する際にこたつホースと呼ばれるホースを用いる場合が多い。このこたつホースはファンヒーターなどの暖房機器の吹き出し口にホースの口をセットし、こたつの中を温めるというものである。こたつ内の電気ヒーターを入れて使用するより暖まるのが早いとされ、ファンヒーターの電気代しかかからないため、電気代の削減にもつながる。東北地方が発祥とされている。

## 文化

### 文学
「炬燵」は冬の季語である。三冬（初冬・仲冬・晩冬）・生活に分類される季語である。高浜虚子の俳句などに使用例が見られる。「炬燵猫」は三冬・動物の季語である。
雪の多い温泉地では、「冬は雪見の炬燵酒」という成句もある。
川端康成の昭和12年(1937)の小説『雪国』では、島村と駒子の再会時に炬燵が登場する。

### こたつ開きの日
昔、武家では亥の子の日（亥の月亥の日）に暖房具を出したと言い、町家では第二の亥の日（つまり12日後）から火鉢や炬燵などを使いはじめた。亥の子は、太陽暦では11月半ばから後半である。 
亥（猪）は、摩利支天の神使であり、摩利支天は炎の神であるから、 防火の神でもある。また亥は陰陽五行説で火を制する水にあたる。このため、武家は亥の月亥の日に火道具を使い始め、家の防火を祈った。こうした風習は今でも西日本で残っており、11月に入ると茶家では、今でも亥の子に炉開きの行事をするところが多い。